# Zlin Aircraft

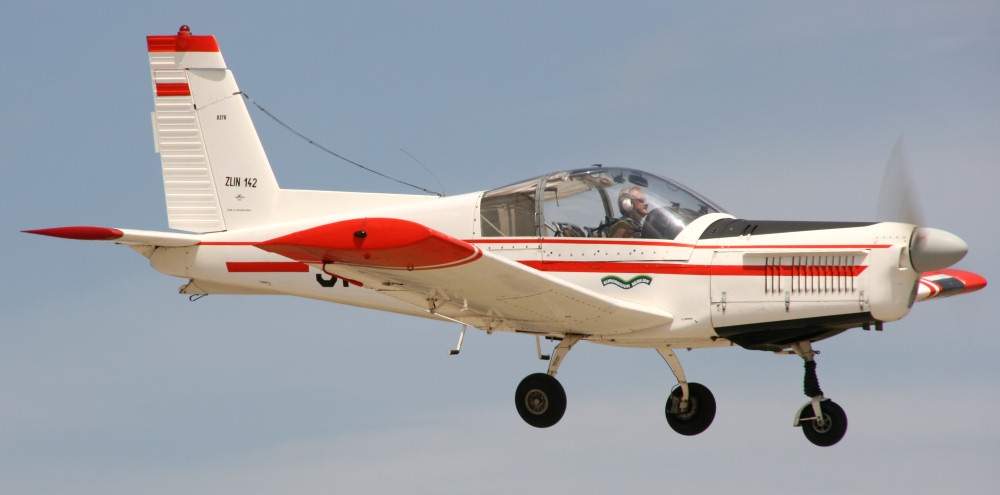
Zlín Z-142

Zlin Aircraft a.s., bekannt als Zlín, ist ein tschechisches Unternehmen, das durch seine zuverlässigen und leistungsfähigen Sport- und Kunstflugzeuge international bekannt wurde. Gegründet wurde es als Zlínska letecká akciová společnost (Zlíner Luftverkehrs-Aktiengesellschaft, auch: ZLAS). Sitz des Unternehmens ist die tschechische Industriestadt Otrokovice bei der Stadt Zlín.

## Geschichte

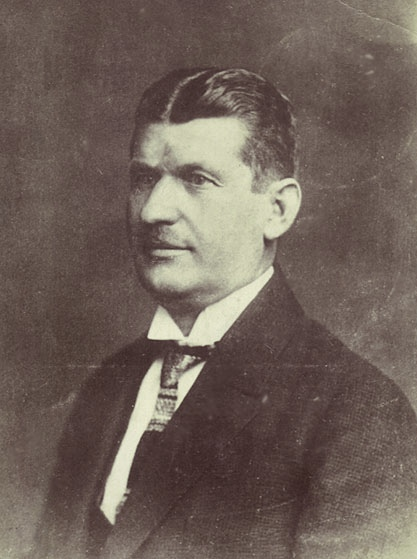
Tomáš Baťa

### Gründungsjahre
Die Anfänge lagen im Jahre 1924, als sich Tomáš Baťa nach der Gründung der Fluggesellschaften „První pražský letecký podnik Falco“ und „První pražský letecký podnik Ikarus“ für eine eigene Fluggesellschaft interessierte. Nach dem Erwerb einiger ausgedienter Albatros B.II (L2) und dem Bau eines ersten „Flugplatzes“ auf einem Wiesengelände im heutigen Zlíner Stadtteil Podvesná nahm er den Flugbetrieb auf. 1928 entsprach dieses Gelände jedoch nicht mehr den gestiegenen Anforderungen und man verlegte den Flugplatz in den heutigen Otrokovicer Stadtbezirk Bahňak. Nach einigen Erweiterungen und einer weiteren Verlegung in die Nähe des Bahnhofes Otrokovice zählte das Gelände mit 66 ha 1931 zu den größten Privatflugplätzen Europas. Um dem Unternehmen eine Gesellschaftsform zu geben, entschied sich im gleichen Jahr die Leitung des Baťa-Konzerns, mit der ZLAS eine Tochter-AG zu gründen, deren Aufgabe im Transport von Passagieren, Gepäck und Fracht bestehen sollte. Auch Rundflüge und ähnliche Veranstaltungen waren angedacht.
Bis zur offiziellen Zulassung der ZLAS übernahm die Abteilung Luftverkehr (Kostenstelle 733) diese Aufgaben. Am 13. Juli 1934 genehmigte das Innenministerium unter dem Aktenzeichen č.j.47982/34/15 schließlich die Gründung der ZLAS. Am 18. September 1934 erfolgte die Eintragung in das Handelsregister im Kreisgericht von Uherské Hradište, so dass dieser Tag als das offizielle Gründungsdatum der ZLAS gilt. In den gleichen Zeitraum fiel auch das Bestreben des Baťa-Konzerns, neben dem Lufttransport eine eigene Flugzeugfertigung aufzuziehen. Dem stand jedoch eine Anordnung des Ministeriums für öffentliche Arbeiten entgegen, das die Gründung weiterer Flugzeugwerke vermeiden wollte, da ihrer Ansicht nach die vorhandenen den Bedarf bei weitem decken konnten. Um dennoch mit der Flugzeugfertigung beginnen zu können, beteiligte sich der Baťa-Konzern mit erheblichen Geldmitteln am Aufbau der MLL („Marsarykova letecká liga“, Masaryk-Liga). Die ersten Segelflugzeuge sollen, den Erinnerungen Beteiligter zufolge, 1933 auf dem Gelände der Werksschule entstanden sein, später in deren Internat „Junge Männer“. Über eine Zwischenstation, einem 80 × 20 m großen Raum im 1. Stock der sogenannten „Garáže“, gelangte die Fertigung der Segelflugzeuge am 1. November 1934 auf den Flugplatz in Otrokovice. Am 8. Juli 1935 erfolgte schließlich unter dem Aktenzeichen č.j.56869/35-1/E auch die offizielle Genehmigung zum Bau von Flugzeugen durch das Handelsministerium in Absprache mit dem Verteidigungsministerium bzw. dem Ministerium für öffentliche Arbeiten.
Den Anfang hatten bereits 1933 einige Luftfahrtenthusiasten und Piloten gemacht, die unter der Leitung von Jan Kryšpín mit dem Bau des ersten eigenen Segelflugzeuges begannen, der Z-I (auch „Albatros“ genannt). Unter Kryšpíns Leitung entstand noch die Z-II, doch dann schied der Konstrukteur wegen einiger Differenzen mit der Baťa-Leitung aus. Ihm folgte Ing. Rudolf Dohnálek mit der Z-III. Allerdings basierten diese Flugzeuge zumeist noch auf den deutschen Typen SG 38 und Zögling. Anfang 1934 kamen die Gebrüder František Oskar Mayer (als Konstrukteur) und Oldřich Mayer (als Statiker) zum Unternehmen und schufen mit der Typenreihe Z-IV bis Z-VIII eine ganze Reihe äußerst gelungener Segelflugzeuge, von denen 157 Maschinen zur Auslieferung kamen (die Prototypen eingeschlossen). František Oskar Mayer entwarf auch das erste eigene Segelflugzeug dieses Unternehmens, die Z-X, von der 174 Exemplare gebaut wurden. Danach verließen die Gebrüder Mayer den Baťa-Konzern wegen nicht ausräumbarer Differenzen mit der Konzernleitung (so hatte man F. O. Mayer unter anderem nur die Hälfte der versprochenen Prämien ausgezahlt).

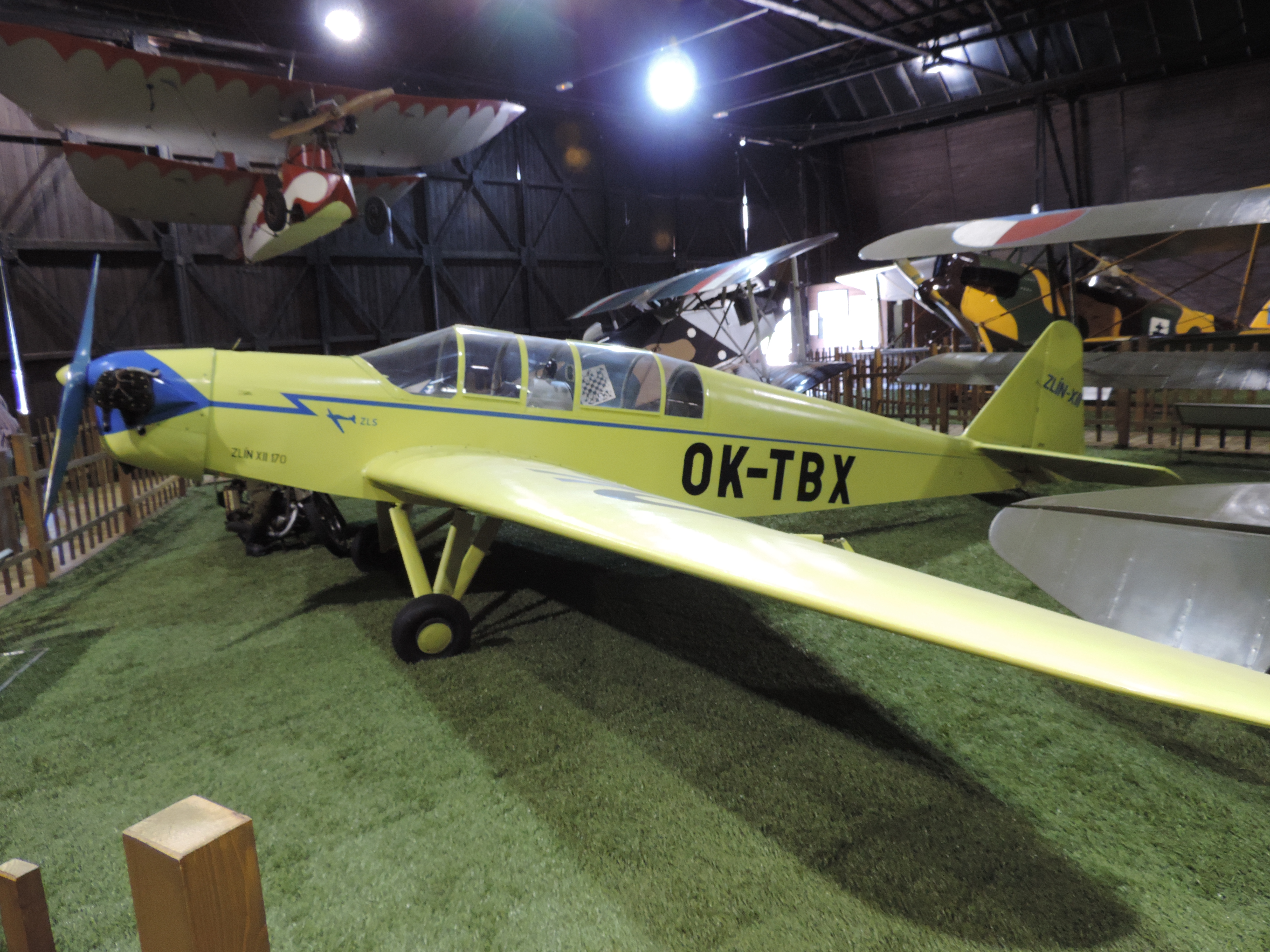
Die von Jaroslav Lonek konstruierte Zlin Z-XII im Flugzeugmuseum Kbely.

Ihnen folgte Jaroslav Lonek, der mit der Z-IX das erste Zlíner Motorflugzeug konstruierte. Es erhielt den Beinamen Pošťák (Briefträger), was die Idee Baťas für ein „Volksflugzeug“ versinnbildlichen sollte, das „so billig sein sollte, dass es jeder Briefträger kaufen kann“. Allerdings blieb die Z-IX aufgrund schlechter Flugeigenschaften ein Einzelexemplar. Mit der Z-XII schuf Lonek das wohl bekannteste tschechoslowakische Sportflugzeug der Vorkriegszeit. Von ihm stammte auch das schnelle Kurier- und Reiseflugzeug Z-XIII. Dennoch verließ er 1938 wie viele Konstrukteure zuvor das Werk wegen auftretender Konflikte und floh nach der Besetzung der ČSR über Polen in die Sowjetunion, wo er als Fallschirmspringer ausgebildet wurde. Als Agent hinter den feindlichen Linien abgesetzt, wurde er von der Gestapo verhaftet. Nach längerer Haftzeit soll Lonek am 26. Januar 1945 in Dresden hingerichtet worden sein. Andere Quellen sprechen von 1943.
Seine Nachfolge im Werk trat 1938 František Pospíšil an, unter dessen Leitung die Arbeiten an der Z-XV fortgesetzt und beendet wurden. Konstruktionen wie Zlín Z-XVI, die Z-XVIII, Z-XIX oder Z-XXI blieben jedoch unvollendet oder im Reißbrettstadium stecken.

### Besatzungszeit
Letzter Konstrukteur vor der Übernahme durch die deutschen Besatzer (siehe Zerschlagung der Tschechoslowakei) war Ing. Karel Tomáš, der von den Tatra-Werken zur ZLAS gewechselt war. Der von dort mitgebrachte Entwurf der Tatra T-002 bildete die Grundlage für das zweimotorige Kurierflugzeug Z-XX (Z-20), dessen Konstruktionsarbeiten nach dem Krieg weitergeführt und beendet wurden. Ing. Tomáš blieb bis 31. Oktober 1946 bei Zlín und setzte seine Arbeit später bei den Autowerken in Prag-Čakovice fort. Während des Krieges kam er mit einem großen Teil der aus Zlín kommenden Konstrukteure bei der Flettner Flugzeugbau GmbH zum Einsatz.
Bis 1939 waren bei Zlín 305 Flugzeuge gebaut worden.
Am 18. Dezember 1940 erfolgte die Umbenennung der ZLAS in „Zliner Flugzeugwerke A.G.“, ein Name, den das Werk bis Kriegsende beibehielt.
Während der Besatzungszeit entwickelte das Werk keine eigenen Flugzeugtypen, jedoch produzierte es im Auftrag des Reichsluftfahrtministeriums (RLM) für die Luftwaffe Schulflugzeuge; bis 1940 die Eigenentwicklung Z-212 (58 Stück), bis 1942 Klemm Kl 35 (284 Stück) und ab der zweiten Hälfte des Zweiten Weltkriegs die Bücker Bü 181 Bestmann (786 Stück), welche nach der deutschen Kapitulation als Zlín Z-181/282/381 weitergebaut wurde.

### Nachkriegszeit im Realsozialismus
Nach dem Zweiten Weltkrieg wurden die Zlín-Werke verstaatlicht und in Zlínavion, später in Moravan umbenannt. Erstes, in Serie produziertes Nachkriegsmodell war die ab 1946 gebaute Z-22. In den folgenden Jahren entstanden so bekannte Typen wie die Trenér-Reihe Z-26 und Z-126 sowie deren Nachfolgemodelle Z-326, Z-526 und Z-726. Die Trenér-Typen waren in den Jahren 1957 bis 1969 auf nahezu jedem internationalen Flugwettbewerb zu finden und gewannen in dieser Zeit unter anderem sechsmal die Lockheed Trophy und zweimal die Léon Biancotto Trophée. Zlín erhielt 1965 aufgrund dieser Erfolge von der FAI ein Diplome d’Honneur verliehen. Weitere bekannte Typen sind das Schul- und Reiseflugzeug Z-42 sowie das Kunstflugzeug Z-50.
Ein Kapitel für sich ist der Nachkriegs-Segelflugzeugbau bei Zlín. Von 1946 bis 1948 produzierte man Typen wie den Schulgleiter Z-23 „Honza“ und die Segelflugzeuge Z-24 „Krajanek“ und Z-25 „Šohaj“ in Stückzahlen von mehreren hundert. Zlín baute 1950 mit der Z-225 „Medak“ das erste europäische Segelflugzeug mit Laminarprofil.
Der von Zlín entwickelte Hubschrauber Z-35/Z-135 kam über das Prototypenstadium nicht hinaus.

### Nach der Marktliberalisierung
Seit dem großen Ende der realsozialistischen in der Welt ab 1989 hatte das Unternehmen mit Absatzschwierigkeiten zu kämpfen und hielt sich hauptsächlich mit der Produktion von Zubehör über Wasser. Trotzdem musste im November 2005 kurzzeitig Insolvenz angemeldet werden. Im Dezember 2006 übernahm die irische Firma QucomHaps Holdings Ltd. größere Unternehmensanteile und setzte einen neuen Geschäftsführer ein.
Aktuelle Produkte sind die Z-143 und die Z-242.
Bis 2008 wurden bei Zlín etwa 5600 Flugzeuge produziert und in über 60 Länder geliefert. Das Unternehmen firmiert seit dem 1. September 2009 unter dem Namen ZLIN AIRCRAFT a.s. .

## Automobil-Prototyp
1956 entwickelte das Unternehmen im staatlichen Auftrag den Prototyp eines Kleinstwagens namens Moravan. Für den Antrieb des vierrädrigen Mobils sorgte ein gebläsegekühlter Motorradmotor von Jawa. Der Motor leistete aus 344 cm³ Hubraum 14 PS und war im Heck montiert. Das Lenkrad befand sich in Fahrzeugmitte; dahinter war Platz für zwei weitere Personen. Anstelle von Türen war das Kabinendach zum Ein- und Aussteigen nach hinten verschiebbar. 1957 wurden die Versuche eingestellt.